# باتريك برونتي
باتريك برونتي (بالإنجليزية: Patrick Brontë)‏ (ولد 17 مارس 1777 – 7 يونيو 1861) هو كاهن ومؤلف أيرلندي قضى معظم حياته في إنجلترا. وهو والد الأخوات الكاتبات شارلوت، إميلي، وآن برونتي، وابنه الوحيد هو الرسام برانويل برونتي. عمّر باتريك ليعيش بعد أبنائه كلهم، كما عاش بعد وفاة زوجته ماريا برانويل بأربعين عاما.

## الأصل

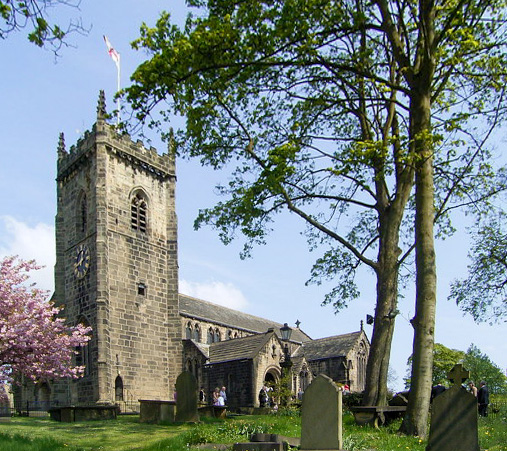
كنيسة القديس أوزوالد في غايزلي التي تزوج فيها باتريك برونتي من ماريا برانويل عام 1812.

باتريك برونتي هو البكر بين عشرة أطفال وأبوه هو عامل زراعي يدعى هيو برونتي،  وأمه تدعى أليس ماكلوري،  وكان مولده في درومباليروني (بالقرب من راثفريلاند) في مقاطعة داون. عندما بلغ غير اسمه رسميا اسمه من Brunty إلى Brontë، وقد طرحت عدة نظريات عن سبب هذا التغيير.
تدرب باتريك في عديد المهن (حداد، تاجر كتان، حائك) حتى أصبح مدرسا في عام 1798. انتقل إلى انكلترا في 1802 لدراسة اللاهوت في كلية سانت جون، كامبريدج، وحصل على درجة البكالوريوس في عام 1806. ثم عين راعي أبرشية في ويثرسفيلد بالقرب من برينتري في إسيكس، حيث عين شماسا من قبل كنيسة انجلترا في 1806، ثم عين كاهنا في عام 1807.

## راعي الأبرشية
في عام 1809، أصبح مساعد راعي أبرشية في ولينغتون، شروبشاير، وفي عام 1810 نشر قصيدته الأولى، أفكار في أمسية شتائية، في صحيفة محلية، تلتها في عام 1811 مجموعة من الآيات الأخلاقية، ومجموعة قصائد الكوخ. انتقل إلى ويست ريدينغ في يوركشاير في عام 1811 كمساعد راعي في هارتسهيد، حيث خدم في هذا المنصب حتى عام 1815. في هذه الأثناء (1812) تم تعيينه فاحصا مدرسيا في مدرسة وودهاوس غروف، وهي أكاديمية ويسلية بالقرب من غويسيلي. في عام 1815 انتقل مرة أخرى ثورنتون في غرب يوركشاير بعد تعيينه كراعي أبرشية دائم.

## العائلة
التقى برونتي ماريا برانويل (1783-1821) في غويسيلي، وتزوجا في 29 ديسمبر 1812. أول أطفالهما كانت ماريا (1813 أو 1814 – توفيت 1825) بعد انتقالهم إلى هارتسهيد، والثانية، إليزابيث (1815-1825)، بعد انتقال العائلة إلى ثورنتون. ومن تبقى من أطفالهم: شارلوت (1816-1855)، باتريك برانويل (1817-1848)، إميلي (1818-1848) وآن (1820-1849).
وقد عرض على برونتي رعاية أبرشية كنيسة سانت مايكل وكل الملائكة، هاوورث في يونيو 1819، وأخذ أسرته إلى تلك المنطقة في أبريل 1820. أما شقيقة زوجته إليزابيث برانويل (1776-1842)، والتي عاشت مع الأسرة في ثورنتون في عام 1815، فقد انضمت إلى الأسرة في عام 1821 لتساعدهم في رعاية الأطفال ورعاية ماريا برونتي، التي كانت تعاني من المراحل الأخيرة من سرطان الرحم. قررت إليزابيث أن تنتقل إلى هاورث لتعمل كمدبرة منزل.
حاول باتريك أن يبحث عن زوجة جديدة، إلا أنه رضي بوضعه كأرمل في سن السابعة والأربعين، وقضى وقته في زيارة المرضى والفقراء، وإلقاء الخطب والعظات،  وترك الشقيقات الثلاث إميلي، شارلوت، آن، وشقيقهم برانويل مع خالتهم وكذلك مع خادمتهم تابيثا «تابي» أيكرويد، والتي ظلت تسرد الأساطير المحلية بلهجة يوركشاير أثناء إعداد وجبات الطعام.
كان برونتي مسؤولا عن بناء مدرسة الأحد في هاوورث، التي افتتحها في عام 1832. وظل نشطا في القضايا المحلية وهو في سن الشيخوخة، وبين 1849 و 1850 ظل يعمل على تأمين المياه النظيفة للقرية، وتم هذا المشروع في عام 1856.
في أغسطس 1846، سافر برونتي إلى مانشستر لإجراء عملية جراحية على عينيه، ورافقته شارلوت في هذا الرحلة. في 28 أغسطس أجرى عملية لإزالة المياه البيضاء دون مخدر. لم يعرف الجراحون بعد كيفية استخدام الغرز لخياطة الشق الجراحي في العين، ونتيجة لذلك كان مطلوبا من المريض أن يستلقي بهدوء في غرفة مظلمة لعدة أسابيع بعد العملية. استغلت شارلوت وقتها في مانشستر لبدء كتابة روايتها جين أير، وهي الرواية التي جعلتها مشهورة.
بعد وفاة آخر من تبقى من أطفاله، وهي شارلوت، بعد تسعة أشهر من زواجها، تعاون مع إليزابيث غاسكل في كتابه سيرة ابنته. كما كان مسؤولا عن نشر رواية شارلوت الأولى، الأستاذ، في عام 1857. بعد ذلك، ظل زوج شارلوت، آرثر بيل نيكولز (1819-1906)، يقيم في منزل آل برونتي حتى عاد إلى أيرلندا بعد وفاة باتريك برونتي في سن الرابعة والثمانين في عام 1861. عاش باتريك بعد زوجته بأربعين عاماـ وعاش بعد جميع أولاده الستة.

## قراءات أخرى
- The Letters of the Reverend Patrick Brontë Edited by Dudley Green Foreword by Asa Briggs (Nonsuch Publishing Ltd 2005)
- A Man of Sorrow: The Life, Letters, and Times of the Rev. Patrick Brontë, John Lock and Canon W.T. Dixon, (1965)
- The Brontës, جولييت باركر (1995)
- Charlotte Brontë: Evolution of Genius Winifred Gerin,(1967)
- The Letters of Charlotte Brontë (3 vols, edited by Margaret Smith), (1995–2003)

## وصلات خارجية
- Brontë Parsonage Museum in Haworth
- مؤلفات Patrick Brontë في مشروع غوتنبرغ
- أعمال باتريك برونتي في ليبري فوكس
- أعمال أو نبذة عن باتريك برونتي على أرشيف الإنترنت
- Bronte Family. Italian Translation